# Ḩalāwah
Ḩalāwah (arabiska: حلاوة) är en ort i Jordanien.   Den ligger i guvernementet Ajlun, i den norra delen av landet, 50 km nordväst om huvudstaden Amman. Ḩalāwah ligger 401 meter över havet och antalet invånare är 5 376.
Terrängen runt Ḩalāwah är bergig, och sluttar brant västerut. Runt Ḩalāwah är det tätbefolkat, med 266 invånare per kvadratkilometer. Närmaste större samhälle är ‘Ajlūn, 10,3 km sydost om Ḩalāwah. Trakten runt Ḩalāwah består till största delen av jordbruksmark.